# Nuevo Paraíso, La Trinitaria
Nuevo Paraíso är en ort i Mexiko.   Den ligger i kommunen Las Margaritas och delstaten Chiapas, i den sydöstra delen av landet, 900 km öster om huvudstaden Mexico City. Nuevo Paraíso ligger 754 meter över havet och antalet invånare är 151.
Terrängen runt Nuevo Paraíso är huvudsakligen kuperad, men den allra närmaste omgivningen är platt. Runt Nuevo Paraíso är det ganska tätbefolkat, med 60 invånare per kvadratkilometer. Närmaste större samhälle är Amparo Aguatinta, 1,1 km öster om Nuevo Paraíso. I omgivningarna runt Nuevo Paraíso växer i huvudsak städsegrön lövskog.